# 자연색 체계

NCS 색상환 및 색조 삼각형에 NCS 1950 표준 색상 샘플을 보여주는 애니메이션.

NCS 색상 모델은 색채 지각에 의해 정의된 세 가지 기본 색상 쌍(하양–검정, 녹색–빨강, 노랑–파랑)을 기반으로 한다.

스웨덴의 국기의 색상은 노란색은 NCS 0580-Y10R, 파란색은 NCS 4055-R95B로 공식적으로 지정되어 있다.

자연색 체계(Natural Colour System, NCS)는 특허로 보호되는 지각적 색 모델이다. 이 모델은 독일 생리학자 에발트 헤링이 처음 제안한 색채 지각의 대립 과정 가설을 기반으로 한다. NCS의 현재 버전은 1964년부터 스웨덴 색채 센터 재단이 개발했다. 연구팀은 안데르스 하르드, 라스 시비크, 군나르 톤퀴스트로 구성되었으며, 이들은 1997년 자신들의 연구로 AIC 저드 상을 수상했다. 이 시스템은 색 혼합과 달리 인간 지각의 현상학에 전적으로 기반을 두고 있다. 스톡홀름의 NCS Colour AB가 판매하는 색상표로 설명된다.

## 정의
NCS는 인간 시각에 여섯 가지 기본적인 색 지각(심리학적 원색과 일치할 수 있음)이 있다고 주장한다. 이는 색채 대립 가설에 의해 제안된 것과 같다: 하양, 검정, 빨강, 노랑, 녹색, 그리고 파랑. 이 중 마지막 네 가지는 고유 색상이라고도 불린다. NCS에서 이 여섯 가지는 모두 다른 기본 색상으로 정의될 수 없는 환원 불가능한 감각질로 정의된다. 경험하는 다른 모든 색상은 복합 지각, 즉 여섯 가지 기본 색상과의 유사성으로 정의될 수 있는 경험으로 간주된다. 예를 들어, 채도가 높은 분홍은 빨강, 파랑, 검정 및 하양과의 시각적 유사성으로 완전히 정의될 수 있다.
NCS의 색상은 백분율로 표현되는 세 가지 값으로 정의된다. 이 값들은 검정도(s, = 검정 기본 색상과의 상대적 시각적 유사성), 색도(c, = 해당 색조 삼각형에서 "가장 강한", 가장 채도가 높은 색상과의 상대적 시각적 유사성), 그리고 색상(Φ, = 빨강, 노랑, 녹색, 파랑 중 하나 또는 두 가지 채도 기본 색상과의 상대적 유사성, 최대 두 가지 백분율로 표현)을 지정한다. 이는 색상이 Y(노랑), YR(빨간색 구성 요소가 있는 노랑), R(빨강), RB(파란색 구성 요소가 있는 빨강), B(파랑) 등으로 표현될 수 있음을 의미한다. 어떤 색상도 대립 쌍의 두 색상과 시각적 유사성을 갖는 것으로 간주되지 않는다. 즉, "빨강녹색" 또는 "노랑파랑"은 없다. 검정도와 색도를 합하면 100% 이하가 된다. 100%에서 남는 부분이 있다면 하양도(w)를 나타낸다. 무채색, 즉 채도 성분이 없는 색상(검정에서 회색, 마지막으로 하양까지)은 색상 구성 요소가 대문자 "N"으로 대체된다. 예를 들어,   "NCS S 9000-N"(거의 완전한 검정). NCS 색상 표기법에는 가끔 대문자 "S"가 앞에 붙는데, 이는 현재 버전의 NCS 색상 표준이 색상을 지정하는 데 사용되었음을 나타낸다.
요약하자면,   S 2030-Y90R(옅은 분홍빛 빨강)의 NCS 색상 표기법은 다음과 같이 설명된다.
{\displaystyle {\underset {\begin{matrix}{\vphantom {|^{|}}}{\text{NCS 1950}}\\[-4mu]{\text{Standard}}\end{matrix}}{\text{S}}}\quad \underbrace {{\underset {{\vphantom {|^{|}}}s}{20}}\ {\underset {{\vphantom {|^{|}}}c}{30}}} _{\text{nuance}}\quad {\frac {\phantom {i}}{}}\quad \underbrace {{\text{Y}}\ {\underset {{\vphantom {|^{|}}}\phi }{90}}\ {\text{R}}} _{\text{hue}}}
여기서
{\displaystyle w=100-c-s=100-30-20=50}

### 채도와 밝기
위의 값 s(검정도), w(하양도), c(채도), Φ(색상) 외에도 NCS 시스템은 두 가지 지각적 양인 채도와 밝기를 설명할 수 있다. NCS 채도(m)는 색상의 채도와 하양도 사이의 관계를 나타내며(색상과 무관하게), 채도와 하양도 및 채도의 합계의 비율로 정의된다 {\displaystyle m=c/(w+c)=c/(100-s)}. NCS 채도는 0에서 1 사이이다.
예시 색상 S 2030-Y90R의 채도는 다음과 같이 계산된다.
{\displaystyle m=c/(100-s)=30/(100-20)=30/80=0.375.}
NCS 밝기(v)는 다른 색상보다 무채색 기본 색상인 검정이나 하양을 더 많이 포함하는 색상의 지각적 특성이다. NCS 밝기 값은 기본 색상 검정(S)의 0부터 기본 색상 하양(W)의 1까지 다양하다. 채도 성분이 없는 무채색(c = 0)의 경우, 밝기는 다음과 같이 정의된다.
{\displaystyle v={\frac {100-s}{100}}.}
유채색의 경우, NCS 밝기는 유채색을 무채색 기준 척도(c = 0)와 비교하여 결정되며, 가장 눈에 띄는 가장자리 간 차이가 가장 적은 기준 척도의 샘플과 동일한 밝기 값 v를 갖는 것으로 결정된다.

### 예시
NCS 색상 표기법의 두 가지 예시—스웨덴의 국기의 노란색과 파란색 음영:
- 노랑 – NCS 0580-Y10R (뉘앙스 = 검정도 5%, 채도 80%, 색상 = 노랑 90% + 빨강 10%. 강하고 아주 약간 검은빛이 도는 노랑에 약간 주황색 기운이 있음)
- 파랑 – NCS 4055-R95B (뉘앙스 = 검정도 40%, 채도 55%, 색상 = 빨강 5% + 파랑 95%. 다소 어둡고 중간 정도의 강한 파랑에 아주 약간 보라색 기운이 있음)

NCS는 19개국에서 대표되며, 스웨덴(1979년부터), 노르웨이(1984년부터), 스페인(1994년부터), 남아프리카 공화국(2004년부터)의 색상 지정 참조 표준이다. 또한 인테리어 디자인 및 섬유 시장의 색상 트렌드 예측을 선도하는 발행 기관인 국제 색상 당국이 사용하는 표준 중 하나이다.

## NCS 1950 표준 색상
NCS 색 공간의 물리적 표현(예: 색상표)을 제작할 수 있도록, 시스템을 잘 설명할 수 있는 축소된 색상 집합을 선택해야 했다. 1979년 SIS(스웨덴 표준 연구소)가 스웨덴 국가 색상 표준이 되는 과정에서 처음 개발된 자연색 체계는 1412가지 색상이 포함된 색상표로 설명되었다. 1984년에는 118가지 색상이 추가되어 총 1530가지 색상이 되었다. 11년 후인 1995년에는 1750가지 표준 색상이 포함된 NCS 색상 샘플의 두 번째 판이 출시되었다. 2004년에는 200가지 색상(밝은 색상 184가지, 청록색 공간 16가지)이 추가되어 NCS 1950 표준 색상이 되었다. NCS 1950 샘플에 표현된 색상은 앞에 대문자 "S"가 붙으며, 예를 들어   NCS S 1070-Y10R(채도 있고 약간 붉은 노랑)과 같다.

## 다른 색 체계와의 비교
NCS와 다른 대부분의 색 체계의 가장 중요한 차이점은 출발점에 있다. NCS의 목표는 인간 의식이 경험하는 대로 시각적 외관으로부터 색상을 정의하는 것이다. CMYK 및 RGB와 같은 다른 색 모델은 물리적 과정, 즉 다른 매체에서 색상을 어떻게 얻거나 "만들" 수 있는지에 대한 이해를 기반으로 한다.
대립 과정 가설에 따르면, 색채 대립에 관여하는 기저 생리적 메커니즘에는 망막의 원추세포에서 발생한 신호가 뇌로 보내지기 전에 처리하는 양극 세포 및 망막 신경절 세포가 포함된다. RGB와 같은 모델은 하위 망막 원추세포 수준에서 일어나는 일에 기반을 두므로 텔레비전 수상기 및 컴퓨터 디스플레이에서처럼 자체 발광하는 동적 이미지를 표현하는 데 적합하다. 가법 혼색을 참조하라. NCS 모델은 상위 뇌 수준에서 지각되는 색 감각의 조직화를 설명하므로, 인간이 색 감각을 경험하고 설명하는 방식(따라서 이름의 "자연적" 부분)을 다루는 데 RGB보다 훨씬 더 적합하다. 감법 혼색 시스템으로서 일반적으로 혼합 안료의 행동을 정확하게 예측하는 것으로 간주되는 CMYK 모델과의 관계는 더욱 문제가 있다. NCS는 색상환의 녹색-노랑-빨강 부분에 관해서는 CMYK와 일치하지만, 포화 감법 원색인 마젠타와 시안 (색)을 각각 "빨강파랑"과 "녹색파랑"의 복합 감각으로 보고, 녹색을 노랑과 시안의 간색 혼합이 아닌 고유한 색상으로 본다는 점에서 차이가 있다. NCS는 페인트의 행동이 인간 현상학에 부분적으로 직관에 반한다고 가정하여 이를 설명한다. 노랑과 "녹색파랑"(시안) 페인트의 혼합이 녹색을 생성하는 것을 관찰하는 것은 인간 지각의 직관과 모순될 수 있는데, 이는 녹색이 기본 색조로 지각되는 반면, 노랑과 "녹색파랑"의 추정된 파란색 구성 요소는 NCS에 의해 상호 배타적인 지각으로 간주되기 때문이다.
헤링은 노랑이 "빨강녹색"이 아니라 고유한 색상이라고 주장했다. 색채학자 얀 쿤더링크는 헤링의 시스템에 대한 비판에서 다른 두 가지 감법 원색(또는 가법 간색)인 시안과 마젠타에도 동일한 주장을 적용하여 "녹색파랑" 또는 "빨강파랑"이 아닌 고유한 색상으로 간주하지 않는 것이 일관성이 없다고 보았다. 그는 또한 4색 이론 내에서 원색이 색상환에 균등하게 분포되지 않는다는 어려움과, 시안과 마젠타가 녹색, 파랑, 빨강보다 밝다는 사실을 헤링이 설명하지 못한다는 문제점을 지적했는데, 이는 그의 견해로는 CMYK 모델 내에서 우아하게 설명된다. 그는 헤링의 체계가 색채 경험보다는 일반 언어에 더 잘 맞는다고 결론 내렸다.
자연색 체계의 여섯 가지 기본 색상과 그에 해당하는 헥스 코드, RGB 및 HSV 좌표계의 개요. 그러나 이러한 코드는 NCS 기본 색상의 정의가 색상 생산이 아닌 지각에 기반을 두므로 단지 근사치라는 점에 유의하라.
| 색상   | 색상           | RGB  | RGB  | RGB  | HSL과 HSV | HSL과 HSV | HSL과 HSV |
| ------ | -------------- | ---- | ---- | ---- | --------- | --------- | --------- |
| FFFFFF | 하양 (#FFFFFF) | 100% | 100% | 100% | —         | 0%        | 100%      |
| 000000 | 검정 (#000000) | 0%   | 0%   | 0%   | —         | —         | 0%        |
| 009F6B | 녹색 (#009F6B) | 0%   | 62%  | 42%  | 160°      | 100%      | 63%       |
| C40233 | 빨강 (#C40233) | 77%  | 1%   | 20%  | 345°      | 99%       | 77%       |
| FFD300 | 노랑 (#FFD300) | 100% | 83%  | 0%   | 50°       | 100%      | 100%      |
| 0087BD | 파랑 (#0087BD) | 0%   | 53%  | 74%  | 197°      | 100%      | 74%       |

## 같이 보기
- 컬러 차트, 기타 색 체계 및 차트